# 청두 군구

청두 군구 관할 구역

청두 군구(成都軍區)는 중국 인민해방군을 관리한 7대 군구의 하나로 청두시 지역의 육군, 공군, 무장경찰을 관할했다.
2016년 7개 군구들이 5대 전구 체제로 개편되면서 서부전구와 남부전구로 분할ㆍ편입되었다.

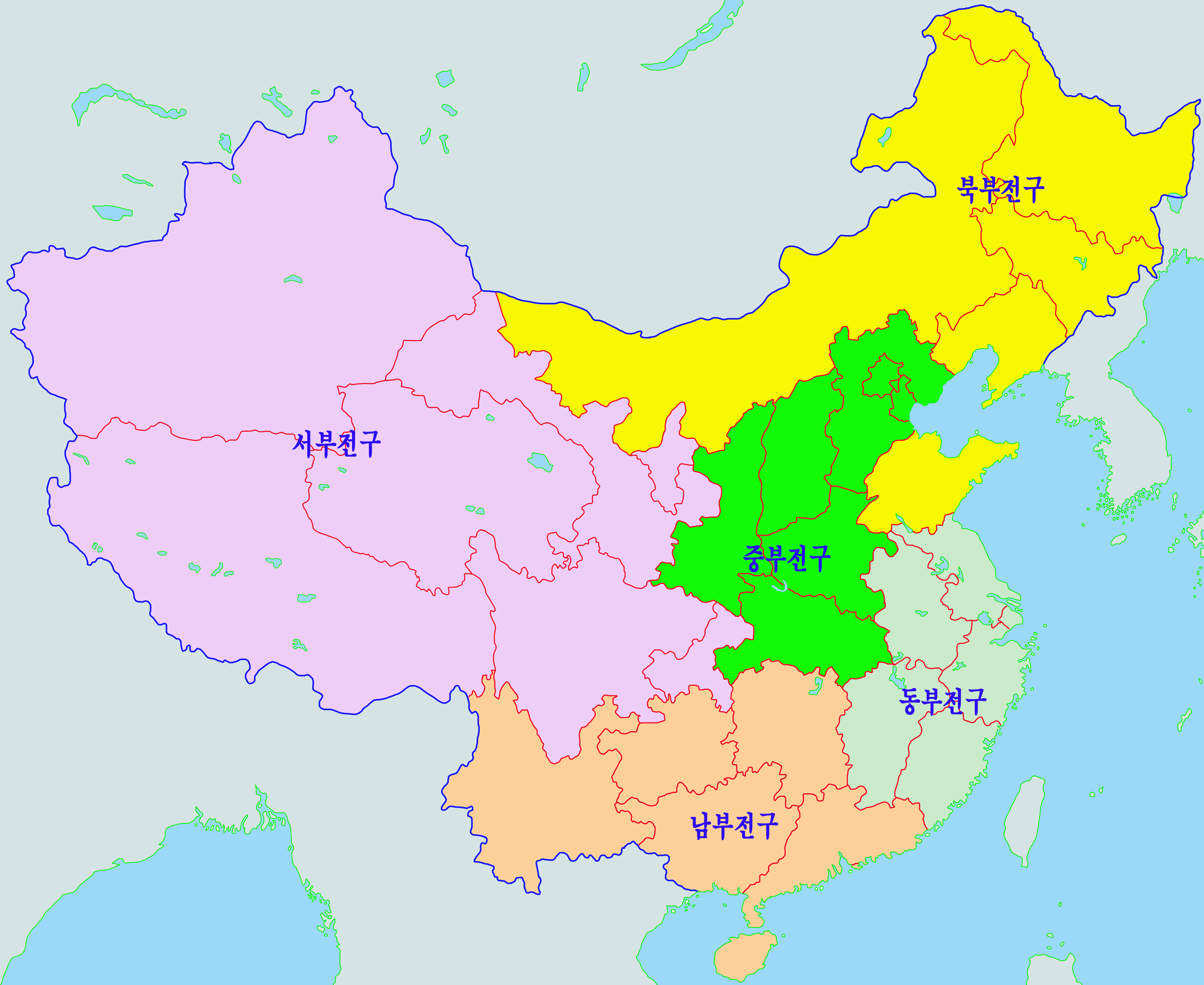
2016년 개편된 중국 인민해방군 5대 전구

## 관할 구역
청두 군구는 쓰촨성, 충칭 직할시, 구이저우성, 윈난성, 티베트 자치구를 관할했으며, 사령부는 쓰촨 성 청두 시에 위치하였다. 군구 사령관은 리스밍 중장이었으며, 정치위원은 장하이양 중장이었다.

## 편성
- 군구사령부
  - 제77집단군 77100부대 사령부 - 충칭 직할시 (구 제13집단군)
    - 제37보병사단
    - 제149보병사단
    - 장갑여단
    - 방공여단
    - 포병여단

  - 제14집단군 77200부대 사령부 - 윈난 성 쿤밍 (해체)
    - 제40보병사단
    - 제31보병사단
    - 제4포병사단
    - 장갑여단
    - 방공여단

  - 티베트 성급군구
    - 제52산지사단
    - 제53산지사단

  - 충칭경비구
  - 구이저우 성급군구
  - 윈난 성급군구
  - 무장경찰
    - 무장경찰 제38사단
    - 무장경찰 제41사단

  - 성도군구 공군
    - 제33항공사단
    - 제44항공사단

## 같이 보기
- 서부전구
- 남부전구
- 란저우 군구
- 난징 군구